# 18747 Лексцен
18747 Лексцен (18747 Lexcen) — астероїд головного поясу, відкритий 26 березня 1999 року.
Тіссеранів параметр щодо Юпітера — 3,679.